# 平卡斯会堂

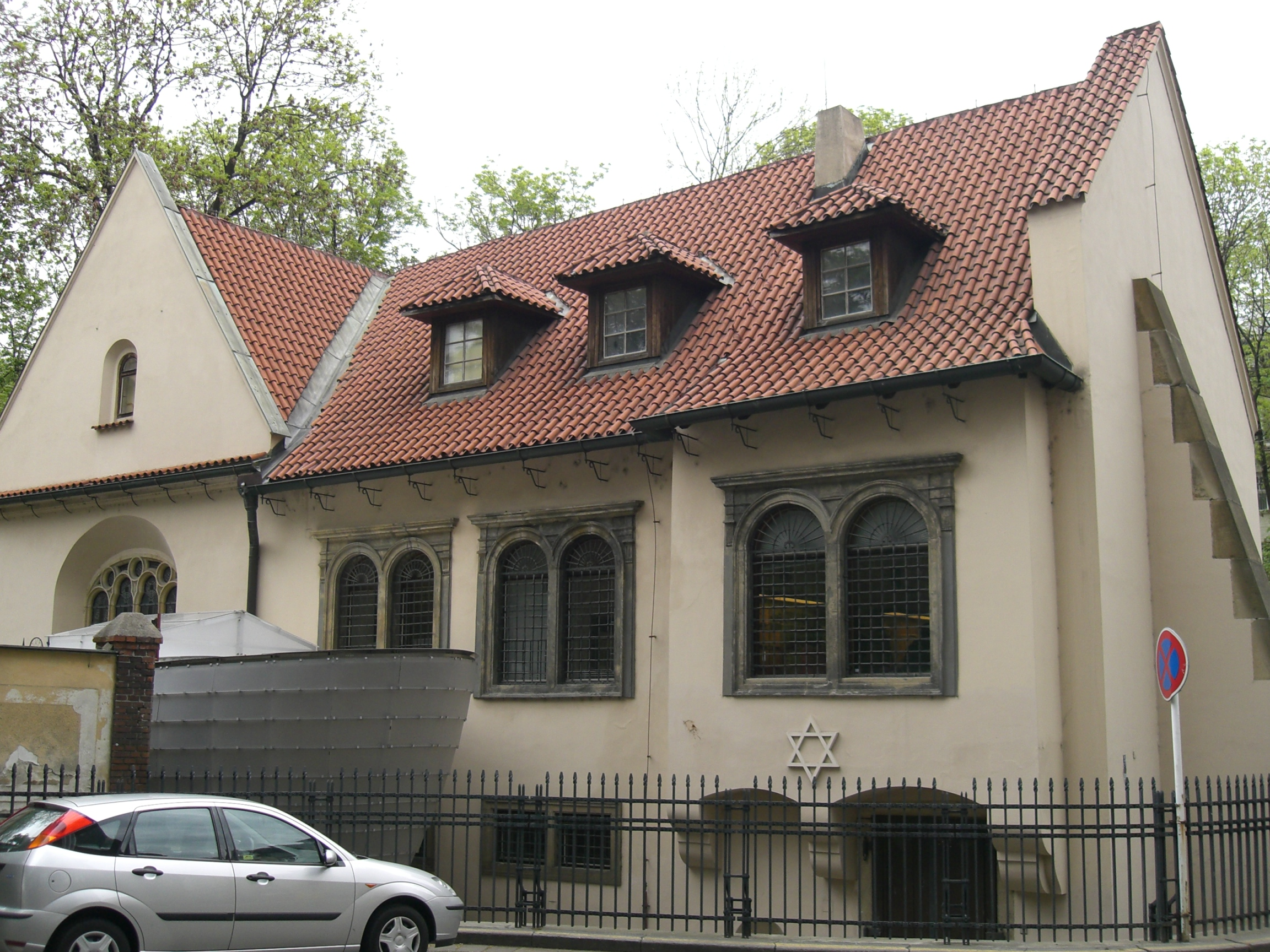
西立面

平卡斯会堂（捷克语：Pinkasova synagoga）是一座前犹太会堂，位于布拉格的约瑟夫城区，毗邻老犹太公墓。

## 历史
平卡斯会堂兴建于15世纪后期，历史上曾一再被淹及损坏。经过1758年和1771年洪水后改建为巴洛克风格。在1954至1959年，犹太会堂被改为第二次世界大战中捷克斯洛伐克死亡的犹太公民纪念馆。房间的墙上，书写了近78,000人的名字，按字母顺序列出了家庭和地方。1968年因渗水被关闭。1989年才完成修理，1992-1995年恢复在墙壁上的题字。此后，平卡斯会堂，作为犹太博物馆的一部分再次开放。 